# Adamson Spur
Der Adamson Spur ist ein Gebirgskamm in den Prince Charles Mountains des ostantarktischen Mac-Robertson-Land. Er ragt in der Pagodroma Gorge auf.
Das Antarctic Names Committee of Australia (ANCA) benannte ihn 2005 nach dem australischen Biologen Donald Argyle Adamson (1931–2002) von der Macquarie University, der in mehreren Kampagnen in diesem Gebiet, in den Bunger Hills und in den Vestfoldbergen tätig war.